# Strangalia hondurae
Strangalia hondurae är en skalbaggsart som beskrevs av Chemsak och Linsley 1979. Strangalia hondurae ingår i släktet Strangalia och familjen långhorningar.
Artens utbredningsområde är Honduras. Inga underarter finns listade i Catalogue of Life.